# 中大厝
中大厝，是臺灣高雄市小港區的一個傳統地域名稱，位於該區北部。相較於今日行政區，其範圍大致包括中厝里東北半部不含其北部邊界地帶、山東里北半部、桂林里不含北部邊界地帶、青島里北半部、濟南里西北部、廈莊里西部不含其北部邊界地帶。
本地區境內主要聚落為桂林社區，設有桂林國小。本地區南半部為高雄國際機場跑道的一部分。

## 歷史
台灣日治初期，中大厝地區為一街庄，稱為「中大厝庄」（舊制街庄），隸屬於鳳山上里。該庄昔日北與五甲庄、過埤仔庄為鄰，東與空地仔庄為鄰，南邊及西邊為二苓庄。
1901年（日治明治三十四年）11月11日，全台廢縣廳改設二十廳，該庄隸屬於鳳山廳。1904年（明治三十七年）5月3日，該庄編入「空地仔區」，隸屬於鳳山廳。1909年（明治四十二年）10月25日，全台合併二十廳為十二廳，空地仔區改隸屬於臺南廳。1920年（大正九年）10月1日，全台地方制度大改正，廢十二廳改設五州二廳，該庄改制為「中大厝」大字，隸屬於高雄州鳳山郡小港庄（新制街庄）。
戰後小港庄改制為小港鄉，隸屬於高雄縣，大字亦改制為村。1950年（民國39年）10月1日，高、屏分治，小港鄉仍隸屬於高雄縣。1979年（民國68年）7月1日，省轄高雄市升格為院轄高雄市，同時將小港鄉併入成為小港區，村亦改制為里。2010年（民國99年）12月25日，高雄縣、市合併為新院轄高雄市。

## 聚落
本地區發展較早的聚落為中大厝、大加苳、五塊厝仔（以上均已消失），在日治初期的官方地圖上已有記載。此外，本地區尚有桂林社區。

## 交通設施
- 高雄國際機場（跑道區）

## 學校
- 桂林國小

## 公務機關
- 高雄市政府警察局小港分局桂陽派出所